# Kariótika Karyás
Kariótika Karyás (Kariotika Karyas) är en ort i Grekland.   Den ligger i prefekturen Nomós Korinthías och regionen Peloponnesos, i den centrala delen av landet, 90 km väster om huvudstaden Aten. Kariótika Karyás ligger 142 meter över havet och antalet invånare är 575.
Terrängen runt Kariótika Karyás är kuperad åt sydväst, men norrut är den platt. Havet är nära Kariótika Karyás åt nordost.Runt Kariótika Karyás är det ganska glesbefolkat, med 40 invånare per kvadratkilometer. Närmaste större samhälle är Xylókastro, 2,0 km nordväst om Kariótika Karyás. 